# Miloš Obradović
Miloš Obradović (srbsko Милош Обрадовић), srbski general in kemik, * 20. februar 1881, † 12. december 1972.

## Življenjepis
Leta 1901 je končal Vojaško akademijo v Beogradu, leta 1909 Višjo artilerijsko-tehniško šolo v Belgiji in na Univerzi v Ghentu diplomiral za inženirja kemije. 
Iznašel je eksploziv kamniktit.